# سر الكهنوت
الرِّسامة أو رسامة الكاهن أو سر الكهنوت هو أحد الأسرار السبعة المقدسة في المسيحية. يتم بوضع اليد على رأس المرشح، وهو التقليد المتوارث منذ أيام العهد الجديد. لقد نصّت التوراة صراحة على نظام كهنوتي دقيق، غير أن المسيح وفق العقائد المسيحية قد ألغاه، وكما ينصّ العهد الجديد فإن المسيح قد غدا «الكاهن الوحيد» أي الوسيط الوحيد بين الله والبشر، فكان بذلك تمام الكهنوت. بكل الأحوال، فقد أقام المسيح اثني عشر «مساعدًا له» وأواصاهم أعمال التدبير - الإدارة - والتقديس - إقامة الأسرار العماد، الافخارستيا...ألخ - والتعليم - الوعظ - غير أن هذه الإقامة ليست بقوتهم الشخصية بل بتفويض المسيح، وهو أساس سر الكهنوت إلى اليوم، وواجبات الكهنة.

## درجات الكهنوت
ينقسم الكهنوت إلى ثلاث درجات، الأسقف، وهو خليفة التلاميذ الاثني عشر وبالتالي ملئ التفويض، والكاهن أو القس، وهو معاون الأسقف، والشماس وهو منصب نصّ عليه سفر أعمال الرسل للمساعدة في الشؤون الإدارية وبعض المهام الكنسيّة الأخرى. لا ينصّ الكتاب المقدس صراحة على وجوب كون الكاهن ذكرًا، غير أن الكنيسة الكاثوليكية وكذلك الكنائس الأرثوذكسية تتمسك بمنحه للرجال فقط «لأن المسيح بتأسيسه الكهنوت إبان العشاء الأخير اختار رجالاً لا نساء»، بكل الأحوال، فإن بعض الكنائس البروتستانتية، ومنها الكنيسة الإنجليكانية تمنح السر للنساء. لا ينصّ الكتاب المقدس على وجوب عذرية الكاهن، غير أن الكنيسة الرومانية الكاثوليكية، دونًا عن الطقوس الشرقية فيها، تنصّ صراحة على وجوب العذرية للتفرغ بشكل كامل للدين، وقد اتخذ هذا القرار بداية الألف الثاني، في حين تجيز الأرثوذكسية الشرقية والمشرقية والبروتستانتية زواج الكهنة.

## الكهنوت وسلطة الحَل

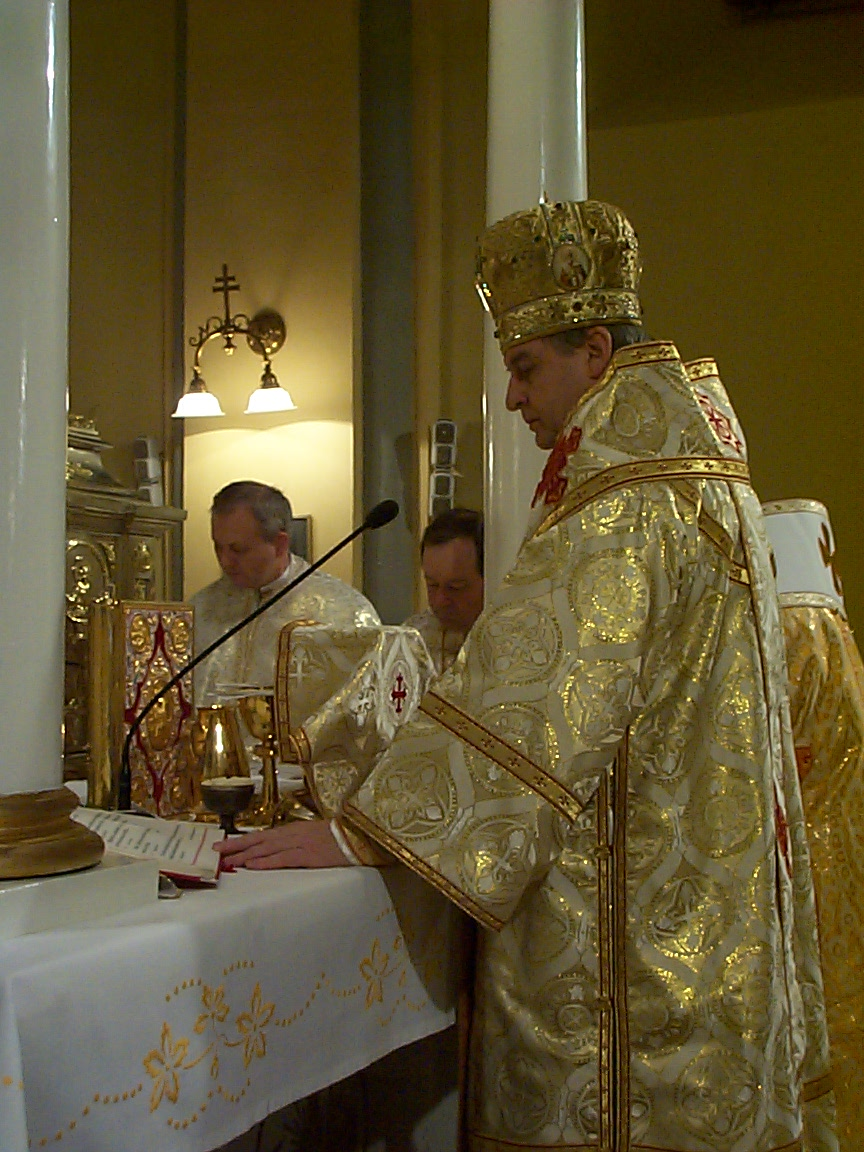
أسقف من كنيسة الروم الملكيين الكاثوليك بثيابه الكهنوتية الكاملة.

إن كلمة كاهن ظهرت في وقت لاحق للإشارة إلى رجال الدين المسيحيين، أما المصطلح الأقدم الذي كان مستعملاً في القرن الأول والقرن الثاني ولا زال حتى اليوم لدى الطوائف البروتستانتية هو قس من الكلمة السريانية قشيشو أي الشيخ، وهو المصطلح الذي استعمله القديس بولس في رسائله للإشارة إلى شاغلي هذه الرتبة.
دراسة الكهنوت - تمهيدًا ليصبح الرجل كاهنًا، تستمر في الكنيسة الكاثوليكية سبعة سنوات تترافق إلى جانب دراسة اللاهوت بدراسة الفلسفة وعلم النفس والتاريخ، ويمكن للكهنة إدراج اختصاص آخر أيًا كان؛ في بعض الكنائس الشرقية يجوز منح سر الكهنوت لمن عرف عنه التقى والصلاح في مسيرة حياته دون الحاجة إلى دراسة. يقسم الكهنوت إلى ثلاث مراتب: الشماس والكاهن والأسقف؛ الرتب الدينية الأخرى هي وظائف لتسهيل إدارة الكنيسة: الشدياق والقندلفت اللذان يقومان بتحضير المواد اللوجستية للطقوس، الخوري أي كبير الكهنة، الخور أسقف أو الأرشمنديت كنائب للأسقف، البطريرك البابا كرؤساء أساقفة، ويمكن الأخذ بعدة شواهد من الإنجيل تؤيد فكرة السلك الكهنوتي بشكل عام، وفكرة القيادة محددة بشخص معين البابا أو البطريرك، وذلك من خلال تعيين بطرس رأسًا للرسل، فالمسيح أقام بطرس صراحة رئيسًا في إنجيل يوحنا 21/ 15-19 وسلمه مفاتيح الملكوت معطيًا له سلطة الحل والربط في متى 16/ 13-20 وقبيل آلامه طلب منه تثبيت البقية في الإيمان، وتروي الفصول الأولى لسفر أعمال الرسل أحداث قيادة بطرس للكنيسة، فالبابا أو البطريرك هو خليفة بطرس بوضع اليد ويصبح مع الأساقفة ممثل المسيح على الأرض؛ وبينما ترى الكنيسة الكاثوليكية بشخص البابا الخليفة الأول لبطرس على الأرض لا تقبل الكنيستين الأرثوذكسية الشرقية والأرثوذكسية المشرقية ذلك لكون بطرس قد أسس عددًا من الكنائس، في حين يرفض البروتستانت سلك الكهنوت برمته، ولا يوجد تنظيم مركزي حتى بين كنائس الطائفة الواحدة، فلكل منها إدارتها المستقلة دون وجود مرجعية أعلى.(13)
وظائف الكهنة هي إقامة الطقوس المسيحية خصوصًا القداس الإلهي والأسرار السبعة المقدسة، الوعظ والإرشاد من خلال تفسير الكتاب المقدس، كما لهم حق الحل من الخطايا ضمن سر التوبة؛ ولا يمكن للنساء الانخراط في سلك الكهنوت لكون يسوع قد اختار التلاميذ الاثني عشر من الذكور رغم أن عددًا من الإناث كنّ يتبعنه، لكن هناك عدد من الكهنات بل والأسقفات في الكنيسة الأسقفية الأمريكية البروتستانتية، وتجري مطالبات بذلك في الكنيسة الكاثوليكية؛ وبجميع الأحوال يمكن للنساء التوجه نحو السلك الرهباني تمامًا كالرجال؛ ويختلف السلك الرهباني تمام الاختلاف عن السر الكهنوتي في النشأة والمهام والواجبات، رغم وجود بعض الرهبان هم كهنة في الوقت نفسه.
في الكنيسة الكاثوليكية لا يحق للكهنة الزواج، مع وجود استثناء في الكنائس الكاثوليكية الشرقية التي تسمح شأنها شأن سائر الطوائف بزواج الكهنة. فيما يخص المؤمنين فهم منظمون ضمن الرعايا يشرف على كل منها كاهن أو أكثر، وتؤلف مجموعة الرعايا في نطاق جغرافي معين الأبرشية التي يرأسها الأسقف، وتشكل الأبرشيات مجتمعة البطريركية بأشكالها المختلفة، أو تربط مباشرة في الكنيسة الرومانية الكاثوليكية بالفاتيكان.